# Verwaltungsgliederung Kirgisistans
Kirgisistan ist in 7 Oblusse, 40 Rajone (Landkreise) und 473 Landgemeinden unterteilt, wobei die Oblusse und die beiden der Republik unterstellten Städte Bischkek und Osch auf höchster Ebene stehen. Die Oblusse und Bischkek sind in Rajone unterteilt, Osch ist nicht weiter administrativ aufgeteilt. Neben den Rajons gibt es rajonfreie Städte (Städte von regionaler Bedeutung), die eigene Stadtkreise bilden. Die Rajons gliedern sich in Landgemeinden, die aus mehreren Dörfern bestehen, sowie Städte von rajonweiter Bedeutung und Siedlungen städtischen Typs, die eigene Stadtgemeinden bilden.
In Kirgisistan gibt es:
- 2 Städte von nationaler Bedeutung (Bischkek, Osch)
- 7 Oblusse
- 40 Rajone
- 29 Städte (davon 12 Städte von regionaler Bedeutung und 17 Städte von rajonweiter Bedeutung; siehe Liste der Städte in Kirgisistan)
- 9 Siedlungen städtischen Typs
- 473 Landgemeinden

## Oblusse
| Oblus               | Verwaltungssitz | Fläche in km² | Rajone | kirgisische Bezeichnung | russische Bezeichnung   |
| ------------------- | --------------- | ------------- | ------ | ----------------------- | ----------------------- |
| Stadt Bischkek      | Bischkek        | 169,9         | 4      | Бишкек шаары            | город Бишкек            |
| Stadt Osch          | Osch            | 18,5          | 1      | Ош шаары                | город Ош                |
| Oblus Batken        | Batken          | 16.995,0      | 3      | Баткен облусу           | Баткенская область      |
| Oblus Tschüi        | Bischkek        | 19.895,0      | 8      | Чүй облусу              | Чуйская область         |
| Oblus Dschalal-Abad | Dschalal-Abad   | 32.418,0      | 8      | Жалалабат облусу        | Джалал-Абадская область |
| Oblus Naryn         | Naryn           | 45.200,0      | 5      | Нарын облусу            | Нарынская область       |
| Oblus Osch          | Osch            | 29.200,0      | 7      | Ош облусу               | Ошская область          |
| Oblus Talas         | Talas           | 11.400,0      | 4      | Талас облусу            | Таласская область       |
| Oblus Yssyk-Köl     | Karakol         | 43.144,0      | 5      | Ысыккөл облусу          | Иссык-Кульская область  |

## Rajons

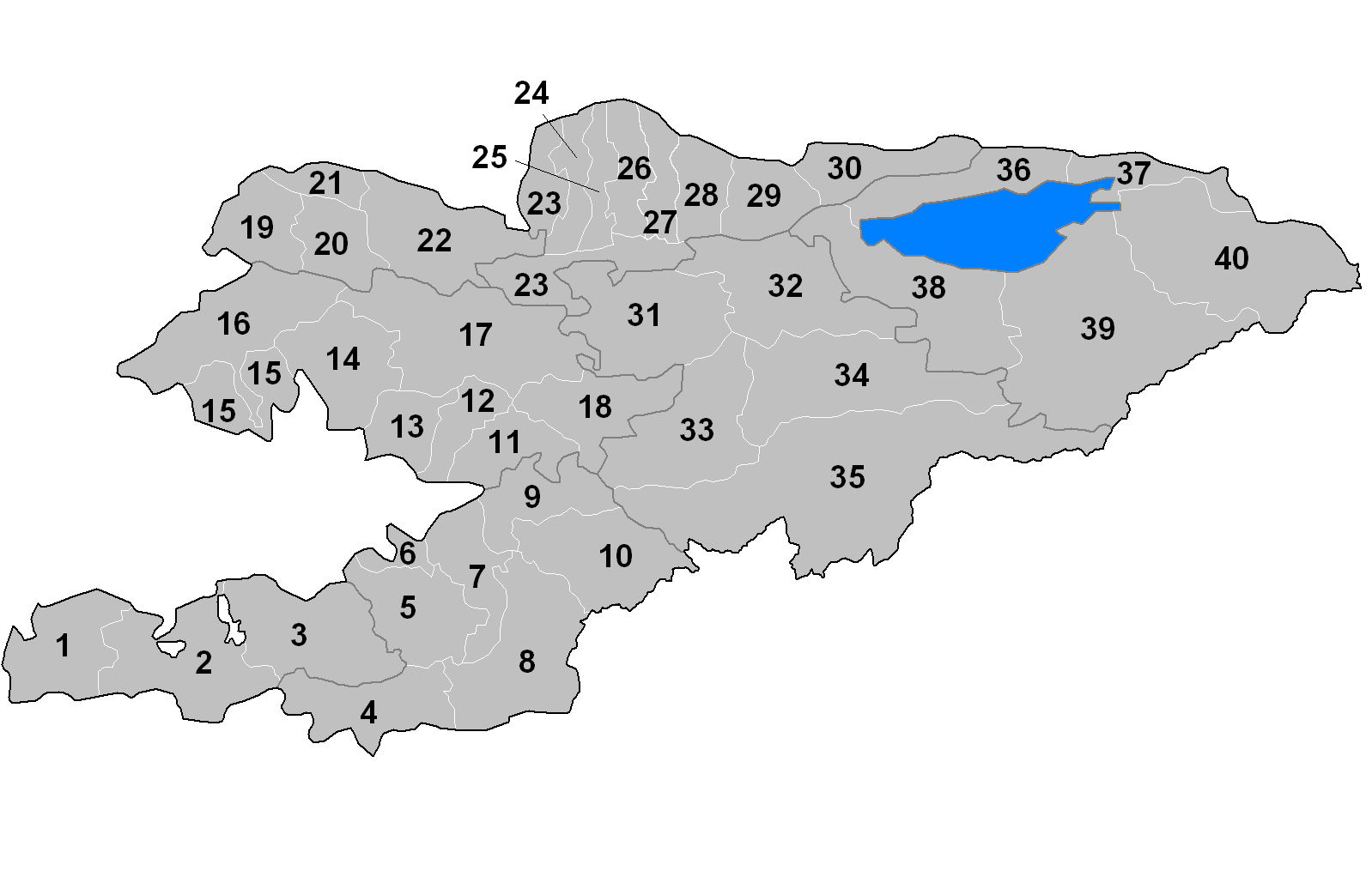
Rajone Kirgistans

Insgesamt gibt es in Kirgisistan 40 Rajons sowie 12 rajonfreie Städte, die im Folgenden aufgelistet sind.
- Stadt Bischkek
  - Rajon Birintschi Mai
  - Rajon Lenin (Bischkek)
  - Rajon Oktjabr
  - Rajon Swerdlow
- Stadt Osch (keine Rajons)
- Oblus Batken
  - Rajon Batken
  - Rajon Kadamdschai
  - Rajon Leilek
  - Stadt Batken
  - Stadt Kysyl-Kyja
  - Stadt Sülüktü
- Oblus Dschalal-Abad
  - Rajon Aksy
  - Rajon Ala-Buka
  - Rajon Basar-Korgon
  - Rajon Nooken
  - Rajon Susak
  - Rajon Togus-Toro
  - Rajon Toktogul
  - Rajon Tschatkal
  - Stadt Dschalal-Abad
  - Stadt Kara-Köl
  - Stadt Mailuu-Suu
  - Stadt Tasch-Kömür
- Oblus Naryn
  - Rajon Ak-Talaa
  - Rajon At-Baschy
  - Rajon Dschumgal
  - Rajon Kotschkor
  - Rajon Naryn
  - Stadt Naryn
- Oblus Osch
  - Rajon Alai
  - Rajon Arawan
  - Rajon Kara-Kuldscha
  - Rajon Kara-Suu
  - Rajon Nookat
  - Rajon Ösgön
  - Rajon Tschong-Alai
- Oblus Talas
  - Rajon Aitmatow
  - Rajon Bakai-Ata
  - Rajon Manas
  - Rajon Talas
  - Stadt Talas
- Oblus Tschüi
  - Rajon Alamüdün
  - Rajon Dschajyl
  - Rajon Kemin
  - Rajon Moskwa
  - Rajon Panfilow
  - Rajon Sokuluk
  - Rajon Tschüi
  - Rajon Yssyk-Ata
  - Stadt Tokmok
- Oblus Yssyk-Köl
  - Rajon Ak-Suu
  - Rajon Dscheti-Ögüs
  - Rajon Tong
  - Rajon Tüp
  - Rajon Yssyk-Köl
  - Stadt Balyktschy
  - Stadt Karakol